# Helmut Janßen
Helmut Janßen (* 29. November 1910 in Jever; † 20. Juli 1992 in Rotenburg (Wümme)) war Oberkreisdirektor des Landkreises Rotenburg (Wümme).

## Leben
Janßen entstammte einer Lehrerfamilie. Er machte 1929 Abitur am Mariengymnasium Jever und studierte anschließend Rechts- und Staatswissenschaften an den Universitäten Jena und Göttingen. Während seines Studiums wurde er 1929 Mitglied der Burschenschaft Arminia auf dem Burgkeller. Zum 1. September 1931 trat er der NSDAP bei (Mitgliedsnummer 628.613).
Nach dem Referendariat bei der oldenburgischen Justizverwaltung und dem zweiten juristischen Staatsexamen wurde er Assessor beim Landratsamt Cloppenburg. Am 1. Juli 1940 wurde er zum Regierungsrat ernannt und am selben Tag zur Wehrmacht einberufen. Er kam als Offizier an die Ostfront und wurde kurz vor Kriegsende in Schleswig-Holstein gefangen genommen, wohin seine Einheit nach Flucht aus dem Kessel in Ostpreußen gelangte.
Nach Kriegsende war er in den Kreisverwaltungen Oldenburg und Vechta tätig. Zum 1. Oktober 1950 wurde er zum Kreisrechtsrat beim Landkreis Cloppenburg ernannt. Der Kreistag des Landkreises Rotenburg wählte ihn am 8. Juni 1951 zum Oberkreisdirektor. 1962 wurde er für weitere zwölf Jahre wiedergewählt, die Amtszeit im Anschluss wegen der bevorstehenden Kreisreform bis zur Vollendung des 65. Lebensjahr verlängert. 1977 trat Janßen in den Ruhestand.
In seine Amtszeit fallen unter anderem Planung und Ausbau des Straßennetzes und die Neuordnung der Wasserwirtschaft mit der Gründung von elf Wasser- und Bodenverbänden sowie des Trinkwasserversorgungsverbandes. Janßen förderte die Ansiedlung von Industrie- und Gewerbebetrieben und den Tourismus im Landkreis. Außerdem sorgte er für die Übernahme der Berufsschulen und weiterführenden allgemeinbildenden öffentlichen Schulen in die Trägerschaft des Landkreises und die Gründung der Kreismusikschule in Rotenburg. Auf seine Initiative geht auch die Partnerschaft mit der französischen Region Ste-Foy-le-Grand zurück.
1953 war Janßen maßgeblicher Mitgründer, Vorsitzender und später Ehrenvorsitzender des Heimatbundes Rotenburg/Wümme, der sich unter seiner Leitung zu einem der mitgliederstärksten Vereine seiner Art in Nordniedersachsen mit zeitweilig mehr als 1600 Mitgliedern entwickelte. 1954 wurde das Heimatmuseum gegründet, später ein Institut für Heimatforschung. 1979 war er für die Rettung des Rudolf-Schäfer-Hauses mitverantwortlich, eines der ältesten Rotenburger Häuser und letzte Wohnhaus des Kirchenmalers Rudolf Schäfer, in dem ein kleines stadtgeschichtliches Museum eingerichtet wurde.
Neben der eigenen Heimatgeschichte engagierte sich Janßen auch für die ostdeutsche Kulturarbeit. 1955 übernahm der Landkreis die Patenschaft für den ostpreußischen Kreis Angerburg.
Janßen war 1964 Mitglied des Fachbeirats, 1975 Ehrenmitglied, 1986 Vizepräsident des Niedersächsischen Heimatbundes. 1982 wurde er Vorsitzender des Museumsverbandes für Niedersachsen und Bremen. Zudem war er langjähriges Vorstandsmitglied des Landschaftsverbandes Stade. Er war Vorsitzender des Kreisverbandes Rotenburg im Deutschen Roten Kreuz, Kuratoriumsmitglied im Verein Diakonissen-Mutterhaus und Zweiter Vorsitzender des Fremdenverkehrsvereins Rotenburg.

## Auszeichnungen
- Bundesverdienstkreuz I. Klasse (1977)
- Niedersächsisches Verdienstkreuz I. Klasse (1980)
- Ehrenbürger der Stadt Rotenburg (1980)
- Goldene Ehrennadel der Ostpreußischen Landmannschaft